# 姚健
姚健（1973年6月6日—），中国北京市人，足球运动员，在场上司职守门员，已于2004年宣布退役，退役前效力于中国足球超级联赛北京国安队。

## 职业生涯简介
1989年姚健进入北京青年足球队，并开始自己的职业生涯。在1992年进入北京足球队前，还曾经入选中国少年足球队和中国青年足球队。进入北京足球队后，由于队内主力守门员符宾状态一直比较出色，姚健在最初的几年很难获得上场机会。直到1997年，姚健才逐渐从符宾手中夺得主力位置。随着1997年底符宾转会至前卫寰岛队，姚健也正式坐稳了北京国安队先发门将的位置。在1997年到2004年期间，姚健随队获得了中国足球甲级A组联赛第三名三次，中国足协杯冠军两次。
2004年，随着年龄的增大，姚健的竞技状态出现了下滑，屡次的低级失误也让人把他与“假球”联系在了一起。尽管俱乐部和他本人多次声明与“假球”无关，在该赛季末，北京国安队仍然将他以550万人民币的高价挂牌出售。最终，在2005年初的转会市场上，姚健无人问津，无奈之下，他选择了退役，结束了自己的职业生涯。

## 退役后
退役后的姚健很不幸又官司缠身。2003年，北京大学一瑞典留学生乘坐出租汽车时发生车祸，而肇事车辆车主正是姚健。虽然是时姚健已实质上将汽车卖与肇事司机，但尚未办理过户手续。最终法院判其垫付死者家属17万余元人民币。